# Anemia
Anemia är ett släkte av ormbunkar. Anemia ingår i familjen Anemiaceae.
Anemia är enda släktet i familjen Anemiaceae.

## Dottertaxa tillAnemia, i alfabetisk ordning[1]
- Anemia abbottii
- Anemia adiantifolia
- Anemia affinis
- Anemia alfredi-rohrii
- Anemia alternifolia
- Anemia angolensis
- Anemia antrorsa
- Anemia aspera
- Anemia aurita
- Anemia australis
- Anemia ayacuchensis
- Anemia barbatula
- Anemia bartlettii
- Anemia blackii
- Anemia blechnoides
- Anemia brandegeei
- Anemia buniifolia
- Anemia caffrorum
- Anemia cajalbanica
- Anemia candidoi
- Anemia cicutaria
- Anemia cipoensis
- Anemia clinata
- Anemia colimensis
- Anemia collina
- Anemia coriacea
- Anemia costata
- Anemia cuneata
- Anemia damazii
- Anemia dardanoi
- Anemia dentata
- Anemia didicusana
- Anemia dimorphostachys
- Anemia diversifolia
- Anemia donnell-smithii
- Anemia dregeana
- Anemia duartei
- Anemia elaphoglossoides
- Anemia elegans
- Anemia espiritosantensis
- Anemia eximia
- Anemia familiaris
- Anemia ferruginea
- Anemia flexuosa
- Anemia gardneri
- Anemia glareosa
- Anemia gomesii
- Anemia guatemalensis
- Anemia hatschbachii
- Anemia herzogii
- Anemia heterodoxa
- Anemia hirsuta
- Anemia hirta
- Anemia imbricata
- Anemia incisa
- Anemia intermedia
- Anemia jaliscana
- Anemia karwinskyana
- Anemia lancea
- Anemia lanipes
- Anemia lanuginosa
- Anemia laxa
- Anemia lepigera
- Anemia luetzelburgii
- Anemia madagascariensis
- Anemia mandioccana
- Anemia marginalis
- Anemia marginata
- Anemia mexicana
- Anemia millefolia
- Anemia mirabilis
- Anemia mohriana
- Anemia muenchii
- Anemia multiplex
- Anemia myriophylla
- Anemia nana
- Anemia nervosa
- Anemia nigerica
- Anemia nudiuscula
- Anemia oblongifolia
- Anemia obovata
- Anemia organensis
- Anemia ouropretana
- Anemia pallida
- Anemia palmarum
- Anemia paraphyllitidis
- Anemia pastinacaria
- Anemia perrieriana
- Anemia phyllitidis
- Anemia pinnata
- Anemia pohliana
- Anemia porrecta
- Anemia portoricensis
- Anemia proxima
- Anemia pulchra
- Anemia pumilio
- Anemia pyrenaea
- Anemia raddiana
- Anemia radicans
- Anemia recondita
- Anemia repens
- Anemia retroflexa
- Anemia rigida
- Anemia rotundifolia
- Anemia rutifolia
- Anemia salvadorensis
- Anemia sanctae-martae
- Anemia saxatilis
- Anemia schaeferi
- Anemia schimperiana
- Anemia semihirsuta
- Anemia sessilis
- Anemia simii
- Anemia simplicior
- Anemia smithii
- Anemia speciosa
- Anemia spicantoides
- Anemia tenella
- Anemia tenera
- Anemia tomentosa
- Anemia trichorhiza
- Anemia tripinnata
- Anemia ulbrichtii
- Anemia ulei
- Anemia underwoodiana
- Anemia warmingii
- Anemia vestita
- Anemia wettsteinii
- Anemia villosa
- Anemia voerkeliana
- Anemia wrightii
- Anemia zanonii